# Anomia
Anomia (griechisch: Kompositum aus α privativum zur Verneinung und der Endung -nomia von νόμος, „Ordnung, Gesetz“) beschreibt den individuell-psychischen Zustand eines Menschen, der durch gesellschaftliche Anomie ausgelöst wird. Er ist charakterisiert durch unzureichende soziale Integration und die daraus entspringenden Empfindungen von Entfremdung, Macht- und Hilflosigkeit sowie Einsamkeit.
Anomia ist ein psychologischer Begriff, während Anomie methodisch meist nur zur Beschreibung von Kollektiven genutzt wird, also ein soziologischer Begriff ist.